# Mesopotamia (Belize)
Mesopotamia – jednomandatowy okręg wyborczy w wyborach do Izby Reprezentantów, niższej izby parlamentu Belize. Obecnym reprezentantem tego okręgu jest polityk Zjednoczonej Partii Demokratycznej Michael Finnegan.
Okręg Mesopotamia znajduje się dystrykcie Belize w centrum miasta Belize City.
Utworzony został w roku: 1961.

## Posłowie
| Rok   | Poseł            |  | Partia |
| ----- | ---------------- |  | ------ |
| 1984  | Curl Thompson    |  | UDP    |
| 1989  | Curl Thompson    |  | UDP    |
| 1993  | Michael Finnegan |  | UDP    |
| 1998  | Michael Finnegan |  | UDP    |
| 2003  | Michael Finnegan |  | UDP    |
| 2008. | Michael Finnegan |  | UDP    |
| 2012  | Michael Finnegan |  | UDP    |